# カワサキ・GPX
カワサキ・GPX（ジーピーエックス）とは、川崎重工業が製造していたオートバイのシリーズ車種である。
1980年代後半から1990年代半ばにかけて排気量別に製造販売されていたが、現在はすべて生産が終了となっている。シリーズ車種としての「GPX」は、一世代前のGPZ / GPZ-Rシリーズの後継にあたり、次世代機種はZZRシリーズとなる。

## モデル一覧

### GPX750R
GPX750R は、1986年から1989年まで販売された。GPZ750Rの後継車種。
海外仕様では、北米仕様（Ninja750R）が1990年まで、欧州仕様が1991年まで販売が続けられた。
後継車種は、1989年に発売されたレーサーレプリカ・モデルのZXR750である。なお、他の排気量クラスでGPXシリーズの後継となっているZZRシリーズでは750ccクラスの設定はなかった（同シリーズ初期のラインナップは、250cc / 400cc / 600cc / 1100cc となる）。

### GPX600R
1988年発売。輸出用車種。

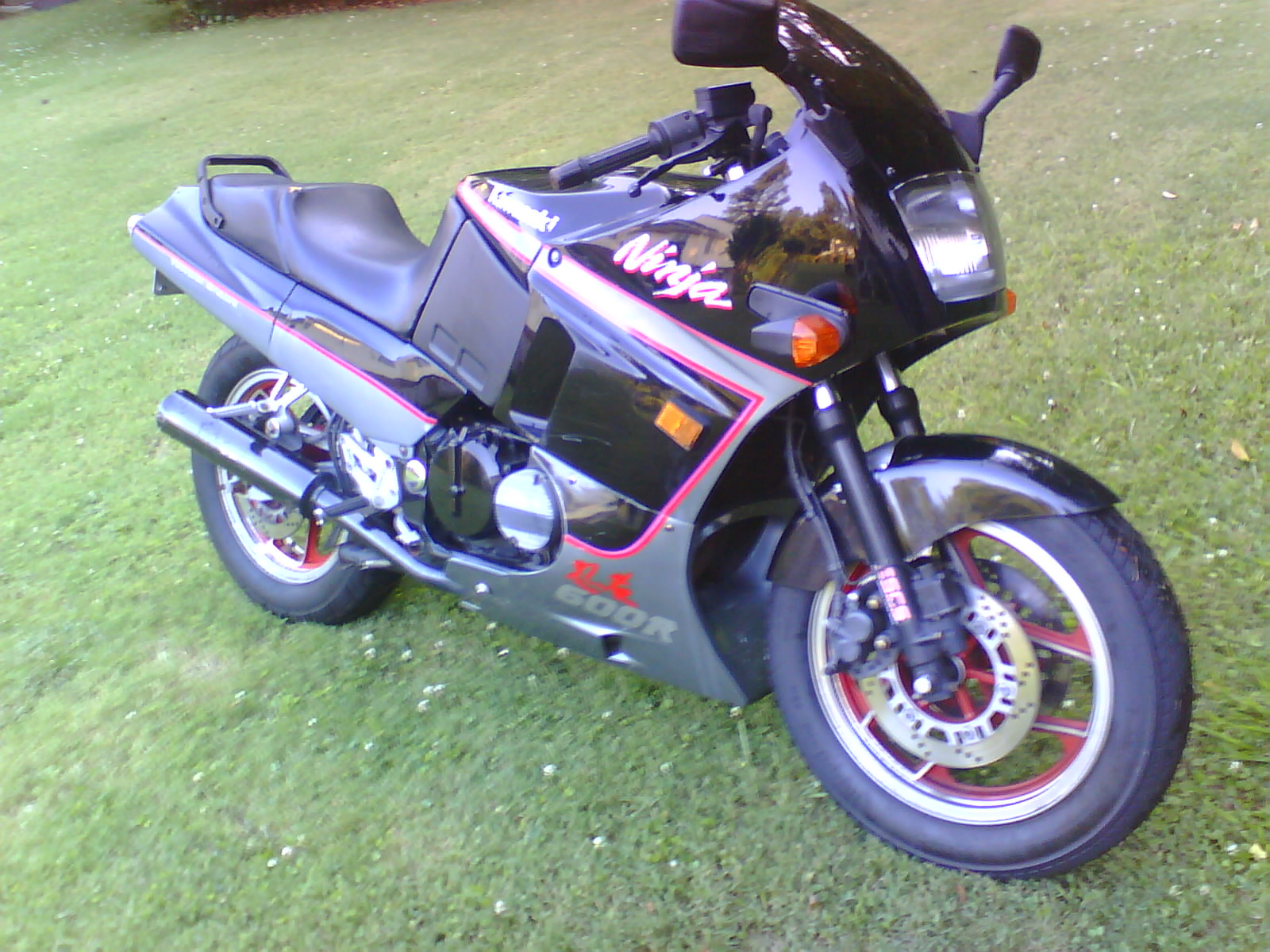
Ninja600R（1992年式）
※GPX600R北米仕様

GPZ600Rの後継機種。北米ではNinja600Rの名称で販売された。北米名称のNinja600Rは先代GPZ600R（ZR600A）から共通であり、GPX600Rは「Ninja600R（ZR600C）」として区別される。なおZR600Bに相当するのは、Ninja600RX（1987年）となる。
欧州仕様のGPX600Rは1996年まで、北米仕様のNinja600Rは1997年まで販売された。
後継機種は、1997年以降のZZR600（北米仕様名ZX-6R）となるが、1990年には既に発売されており、平行してラインナップされていた時期がある。

### GPX400R
GPX400Rは1987年に発売された。
GPZ400Rの後継車種にあたるが、同モデルは1989年までGPX400Rと並行して販売された。
GPX400Rに搭載されるエンジンは着実な改良がなされていたが、先代からキープコンセプトなだけに新規性に乏しく、アルミ製ダブルクレードルの「アルクロスフレーム」からスチール製丸パイプに戻ったフレームなどとも相まって、併売されたGPZの方が人気がありセールス面では苦戦を強いられた。
なお1987年以降のGPZ400R（D4型）には、GPX400Rと同一のエンジンが搭載されている。
1990年に後継機種のZZR400が発売されるとともに生産終了となった。

### GPX250R
GPX250Rは1987年に発売された。

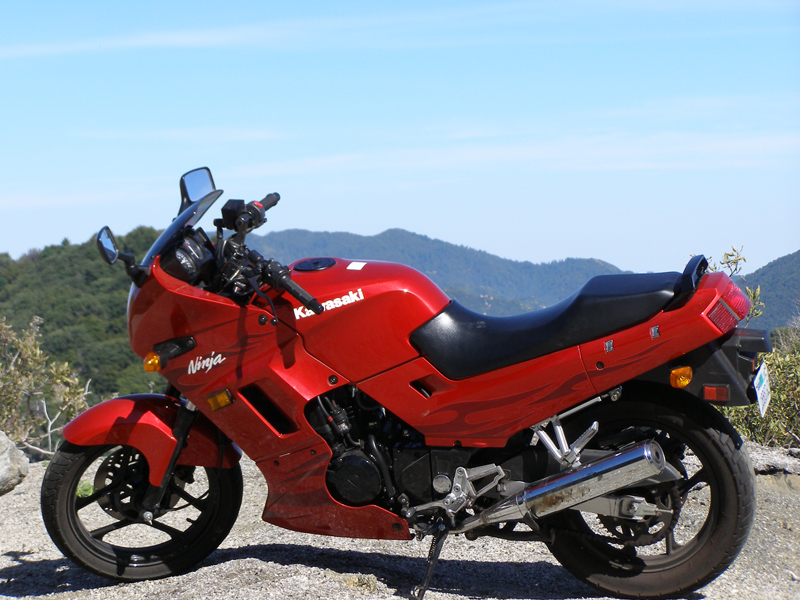
Ninja250 / GPX250R北米仕様
（2006年式・EX250-F19型）

GPZ250Rの後継車種にあたり、先代譲りのDOHC4バルブ水冷直列2気筒エンジンを搭載（出力はGPZ250Rの43PSから2馬力アップの45PS）。
GPZ250RがGPZ-Rシリーズの中でも独自のスタイリングであったのに対し、GPX250RはGPXシリーズ各車種と共通するフルカウルをまとったデザインとなっている。
前輪のブレーキがシングルディスクのGPX250Rに加え、1988年にはダブルディスクを装備したGPX250R-IIが追加ラインナップされた。
1990年に後継機種のZZR250が発売されるとともに国内販売は終了となった。
ZZR250は上位のZZRシリーズ各車種と同様のデザインを持ち、ツアラーモデルとしての性格を強めたモデルであるが、4気筒エンジンを搭載する他のZXR250シリーズとは異なり、GPX250Rと同系列の2気筒エンジンを搭載している。
国内では後継機種のZZR250と入れ替わりでラインナップから消滅した一方で、輸出モデルの生産については90年以降も続けられた。北米市場では、第2世代の"Ninja250R"（EX250-F型）として88年に発売。90年に新型Ninja250であるZZR250（EX250-H型）が登場した後もシリーズの一角を担い、2007年まで販売され続けるロングセラーモデルとなった。
2008年にラインナップは一新され、GPX250とZZR250は、後継機種の「Ninja250R」（国内モデルEX250-K型の輸出仕様EX250-J型）に車種統合を受けた。

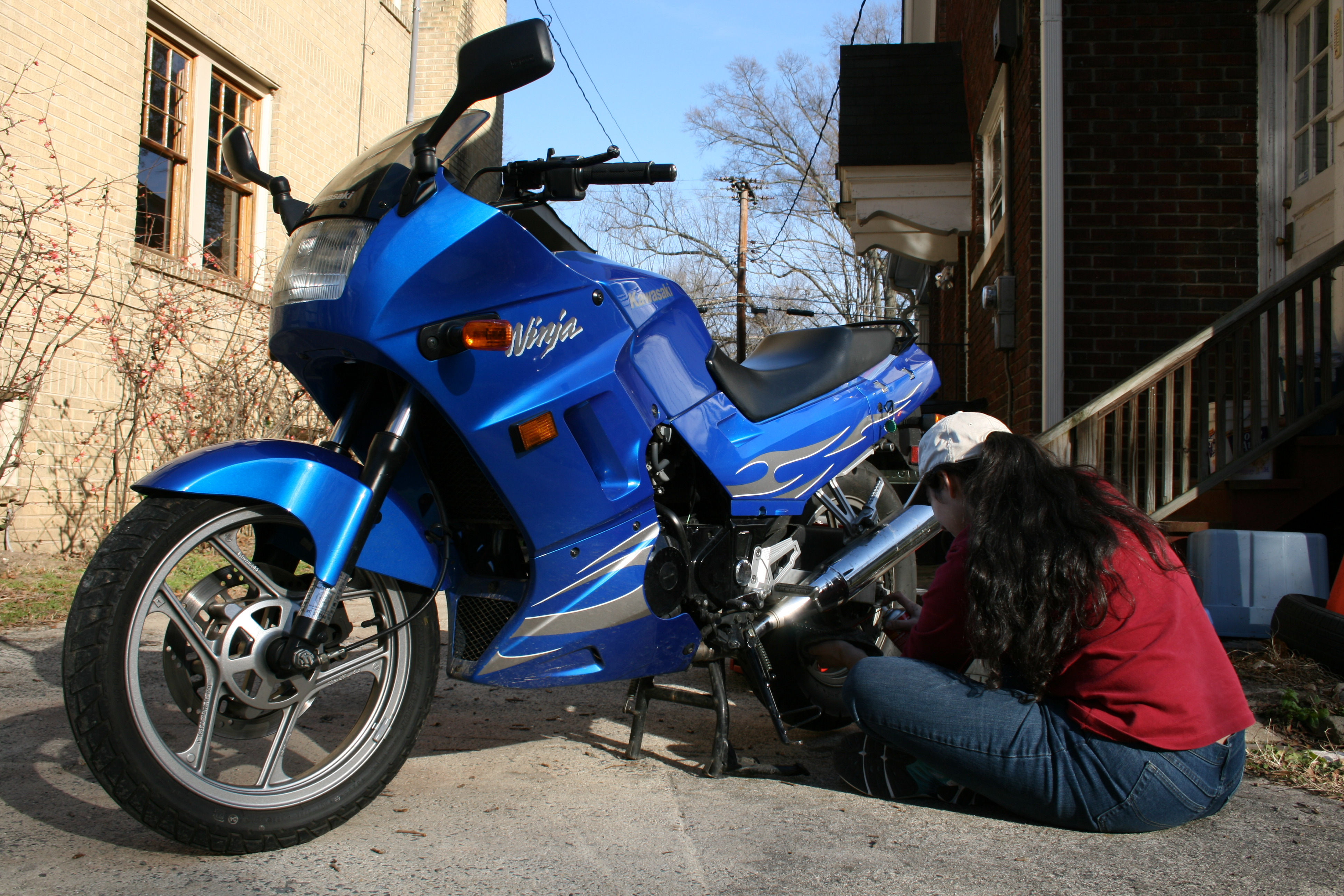
Ninja250 / GPX250R （2007年式・F20型）
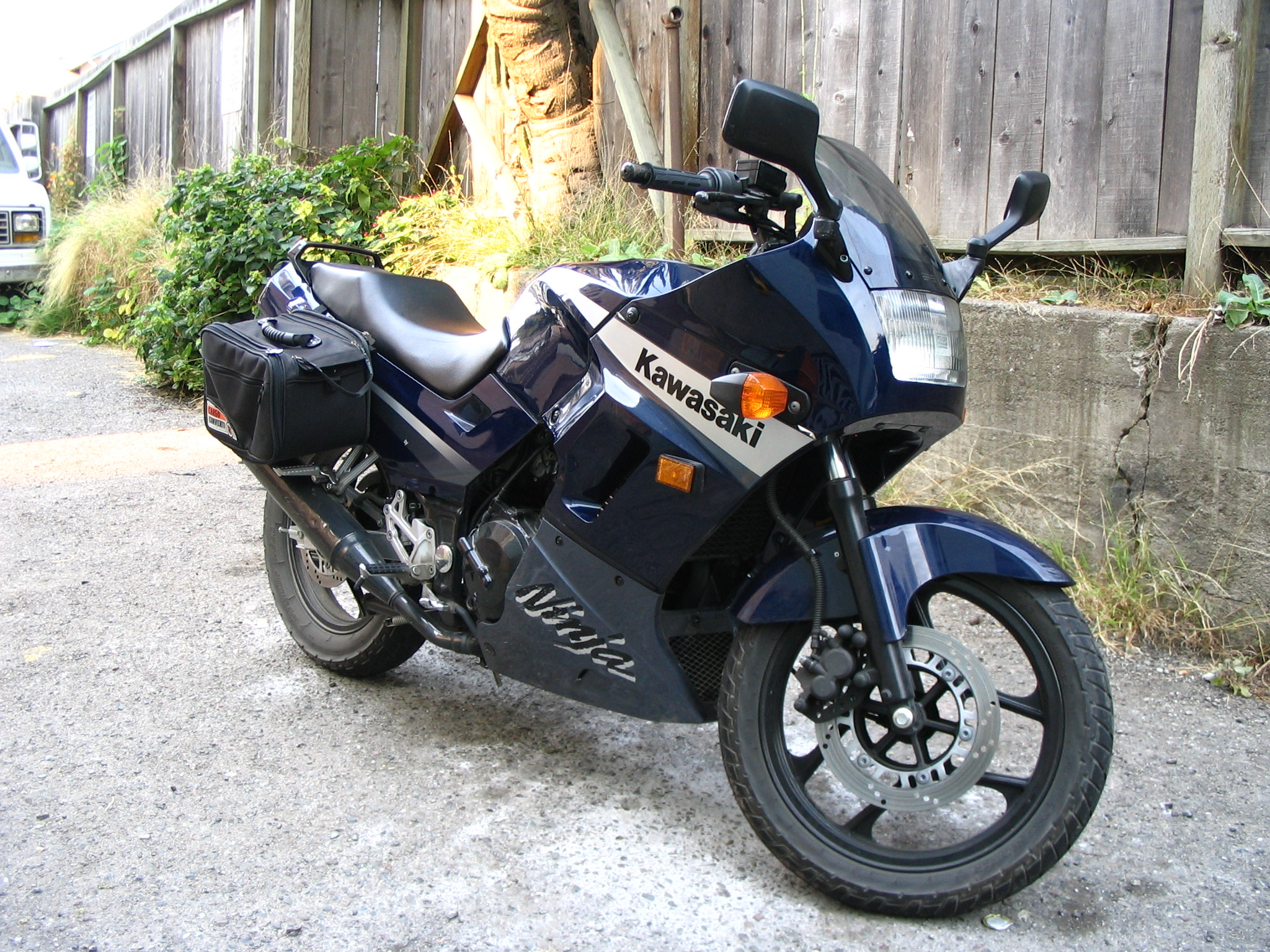
Ninja250 / GPX250R （2004年式・F17型）
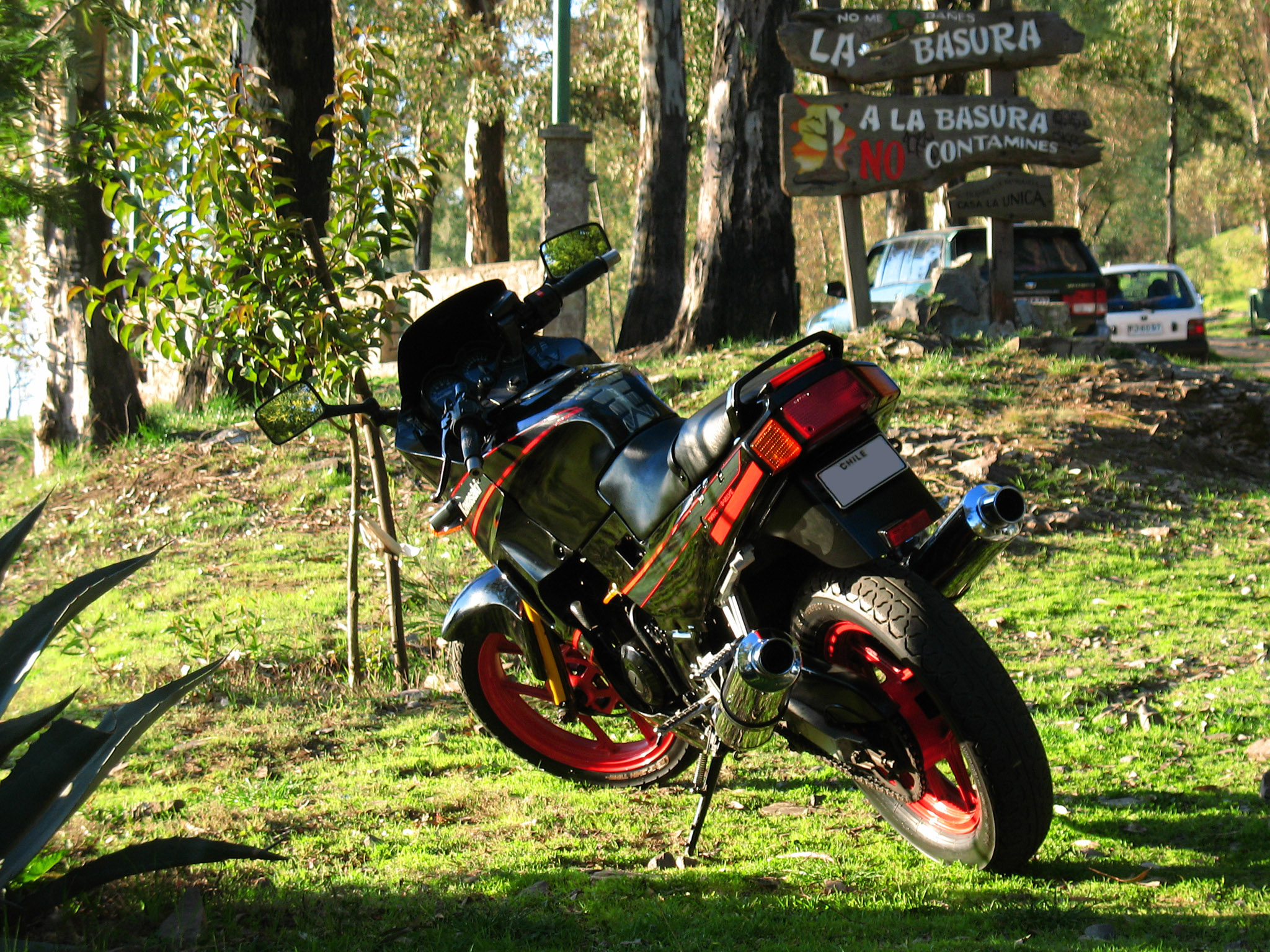
GPX250R （1987年式・F1型）